# 4,5-MDO-DiPT
4,5-MDO-DiPT, или 4,5-метилендиокси-N,N-диизопропилтриптамин, — малоизвестное психоактивное вещество из группы триптаминов.  Является 4,5-метилендиокси-аналогом DiPT. 4,5-MDO-DiPT был впервые синтезирован Александром Шульгиным. В его книге TiHKAL (Триптамины, которые я узнал и полюбил), 4,5-MDO-DiPT производит незначительные похожие эффекты на LSD через несколько часов после принятия.
На настоящий момент очень мало известно о фармакологии, метаболизме и токсичности 4,5-MDO-DiPT.

## Способ применения и дозировка
4,5-MDO-DiPT употребляется перорально. В книге TiHKAL указывается дозировка 25 мг. Однако в некоторых неавторитетных источниках указывается дозировка от 20 до 25 мг.